# Келленгузен
Келленгузен (нім. Kellenhusen) — громада в Німеччині, розташована в землі Шлезвіг-Гольштейн. Входить до складу району Східний Гольштейн.
Площа — 8,15 км2. Населення становить 1156 ос. (станом на 31 грудня 2020).